# Beginen in Norddeutschland

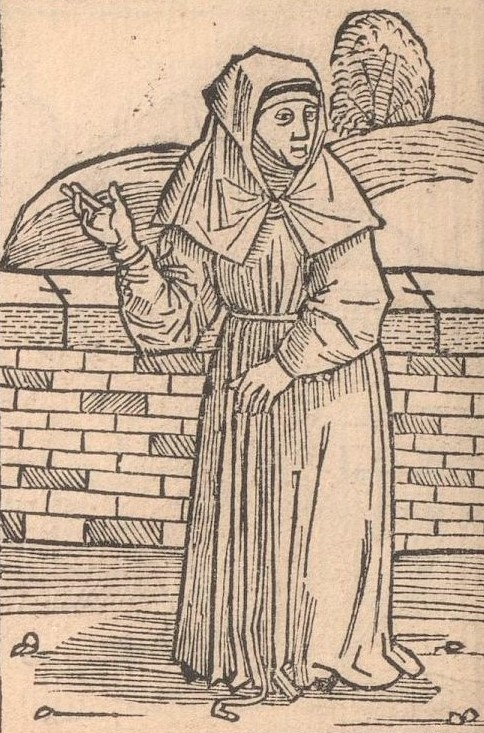
Begine in Lübeck, 1489

Beginen gab es in vielen norddeutschen Städten im Mittelalter und in der Frühen Neuzeit.

## Geschichte
Die ältesten Nachrichten über Beginen im norddeutschen Raum sind aus Hamburg 1255 und aus Bremen von 1258 erhalten. Etwa um 1300 hatten sie in den meisten größeren Städten eigene Konvente. 
Seit der zeitweisen kirchenrechtlichen Häretisierung und teilweisen    Verfolgung im frühen 14. Jahrhundert gibt es wesentlich weniger erhaltene Nachrichten über Beginen. Es bestanden aber offenbar weiter Konvente von Schwestern, die nun aber meist nur noch   als Hospitäler, Armenhäuser oder nach den Stiftern einzelner Häuser benannt wurden. Über Maßnahmen gegen einzelne Konvente sind in norddeutschen Städten keine Nachrichten bekannt. Von 1354 ist ein päpstlicher Schutzbrief für Beginen in Pommern erhalten, der dieses Gebiet möglicherweise auch zum Zufluchtsgebiet für andere Schwestern machte. 
Im 15. Jahrhundert schlossen sich einige Konvente als Tertiarinnen formal städtischen Bettelordensklöstern an, wobei die Bezeichnungen dabei teilweise wechselten. Im 16. Jahrhundert erschienen wieder häufiger die Bezeichnungen als Beginen, offenbar war dies nach der Einführung der Reformation in den Städten unbedenklich möglich. Einige Konvente bestanden noch mehrere Jahrhunderte und führten dann meist vor allem Armenhäuser.

## Strukturen
In den wichtigsten norddeutschen Städten bestanden mehrere Beginenkonvente. Diese lebten in jeweils einem Haus, das oft von einer Privatperson gestiftet worden war. Sie bestanden meist in der Nähe von Bettelordensklöstern oder Stadtkirchen, von denen sie geistliche und strukturelle Unterstützung erhielten.
Die Konvente waren unabhängig, sie unterstanden keinen übergeordneten Strukturen, sie wurden aber meist vom Rat der Stadt oder von geistlichen Amtsträgern wie dem Bischof kontrolliert. Sie lebten nach Regeln, die durch ein jährliches Versprechen von den Schwestern akzeptiert wurden. Dazu gehörten Ehelosigkeit und regelmäßige geistliche Übungen. Aus Stralsund (1332), Hamburg (1360), Lübeck (1438) und weiteren norddeutschen Städten sind Statuten erhalten, in denen weitere Einzelheiten festgelegt wurden. Diese galten ähnlich auch in anderen Konventen.
Die Schwestern lebten ein Leben in Armut und mit Tätigkeiten für Arme, Kranke und Sterbende, oft in Siechenhäusern oder Hospitälern für ansteckende Krankheiten außerhalb der Städte, sie versahen auch den Totendienst. Sie erhielten einige Spenden und verrichteten Handarbeiten oder anderen praktischen Tätigkeiten für den Lebensunterhalt.
Die Beginen müssen im Mittelalter von den Schwestern vom gemeinsamen Leben unterschieden werden, die eine ähnliche Lebensweise führten (z. B. St. Michaelis in Lübeck, St. Annen in Stralsund).
Seit dem 14. Jahrhundert sind Kritiken am Leben einiger Beginen erhalten, die nicht nach den Regeln der Zurückgezogenheit und Demut lebten. Seit dem 15. Jahrhundert lockerten sich offenbar allgemein die Lebensformen in vielen Beginenkonventen, auch in norddeutschen Städten.

## Einzelne Städte

### Erhaltene Beginenhäuser
Die einzigen erhaltenen mittelalterlichen Beginenhäuser im norddeutschen Raum sind der  Aegidien-, der Kranen- und der Attendornkonvent in Lübeck. Das Alte Dom-Beguinen-Haus in Havelberg stammt dazu möglicherweise aus dem 16. Jahrhundert (?). 

### Bremen und Hamburg
Bremen

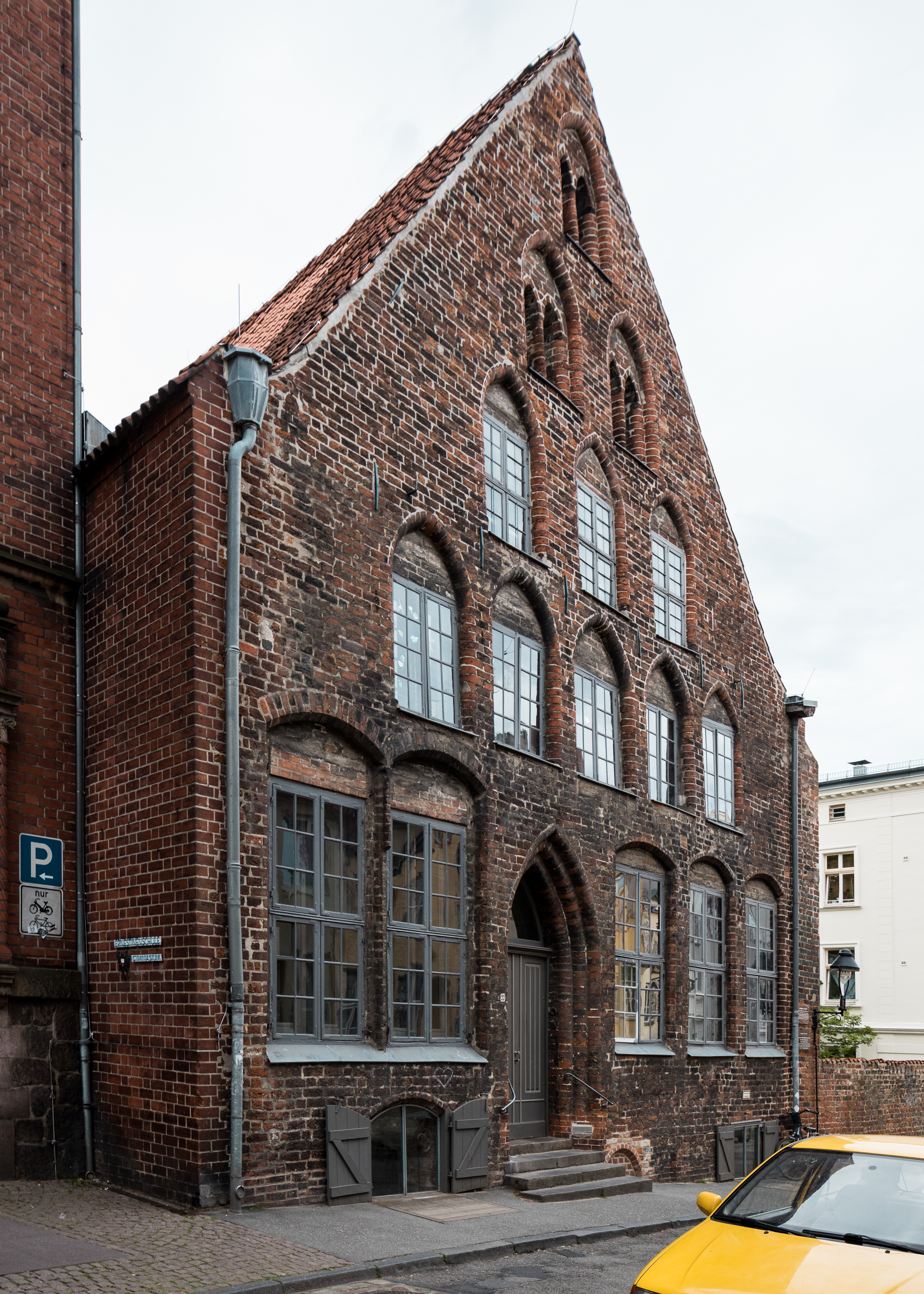
Kranen-Konvent in Lübeck

- Beginenkonvent beim Dominikanerkloster St. Katharinen, kurz vor 1258 erstmals erwähnt
- Beginenkonvent bei der Stadtkirche St. Nikolai

Hamburg
- Konvent in der Steinstraße bei St. Jacobi, spätestens ab 1255, Ordnung von 1360 erhalten[4]
- Konvent am Pferdemarkt, bestand 1303, war aber 1356 schon wieder verschwunden[5]
- wahrscheinlich weitere Konvente

### Schleswig-Holstein
In Schleswig-Holstein sind Beginen bisher nur in drei Orten bekannt.
Lübeck
In Lübeck gab es fünf Beginenkonvente
- Aegidienkonvent, an der St. Annen-Straße, ab 1270; Gebäude von 1301 (im Kern) wahrscheinlich ältestes erhaltenes Beginenhaus in Deutschland !
- Johannis-Konvent, ab 1270
- Kranen-Konvent, ab 1285, mittelalterliches Gebäude erhalten
- Krusen-Konvent
- Katharinen-Konvent oder Attendorn-Konvent in der Glockengießerstraße 4, historisches Gebäude ist erhalten

Weitere Städte
- Kiel
- Preetz

### Niedersachsen
In Niedersachsen gab es über  50 Konvente von Beginen.
Braunschweig
- Beginen am Heiliggeist-Hospital
- Beginenhaus am Petrikirchhof
- Alter Konvent
- St. Annenkonvent oder Veltenkonvent
- Neuer oder Huneborstelscher Konvent
- Lessen-Konvent
- Steinkammer
- Großes von Dammsches Beginenhaus
- Ursleve-Konvent
- Beginenhaus am Magnikirchhof
- Kleines von Dammsches Beginenhaus
- St. Annen-Konvent auf dem Werder
- Giebel-Konvent auf dem Werder
- Beginenhaus bei St. Jodoci
- Riekensches Beginenhaus
- Schadenkonvent
- Döringsches Beginenhaus
- Beginenhaus St. Johannis
- Beginenhaus St. Antonii et Christophori
- Beginenhaus St. Elisabeth
- Herrendorfkonvent
- Strombecksches Beginenhaus
- St. Leonhard

Osnabrück
- Großes Schwesternhaus/Domschwesternhaus
- Großes Schwesternhaus bei St. Johann
- Domschwesternhaus
- Schwesternhaus bei Johann
- Hospitalschwestern Heiliggeist
- Beginen tom Broke
- Beginen bei den Dominikanern
- Beginen am Offerhus
- Beginen Menslage
- Beginen zu Springe
- Beginenhaus Haltering
- Beginenhaus Bloming, später Franziskaner-Terziarinnen
- Beginen im Lulsusterhaus

Weitere Städte
meist mit einem bekannten Konvent
- Alfeld (Leine)
- Celle
- Einbeck, Franziskaner-Terziarinnen, wahrscheinlich zuerst Beginen
- Gandersheim
- Goslar
- Göttingen
- Hameln
- Hannover, Beginenhaus, später Franziskaner-Terziarinnen-Kloster
- Haselünne
- Helmstedt
- Hildesheim
  - Beginenhaus Meienberg/Alter Konvent hinter der Domburg im Brühl
  - Neuer Konvent im Hinteren Brühl
  - Beginenhaus St. Johannes vor dem Damm

- Lüneburg
  - Blauer Konvent
  - Neuer Konvent

- Schöningen
- Stade
- Vechta

### Mecklenburg
In Mecklenburg sind Konvente in bisher zehn Orten bekannt, am meisten in Wismar mit drei.
- Rostock

zwei Konvente
- Schwerin

Beginen-Hospital St. Georg vor dem Mühlentor, (wahrscheinlich noch Gewölbereste erhalten)
- Wismar

drei Konvente, heute Beguinenstraße
- Gadebusch

ein Konvent bekannt
- Parchim

Armenhaus auf der Beginen-Stiege, seit dem 14. oder 15. Jahrhundert, um 1540 noch zwei Beginen, dann erneuert als Armenhaus
- Neukalen

ein Beginenkonvent am St. Georgs Stift, mit Besitz der Begginen wische (Beginenwiese, 1622 erwähnt) und Baginen...
- Neustadt-Glewe

Flurname Beginenwerder
- Neubrandenburg

Beginen beim Franziskanerkloster, 1346 platea baginarum, 1612 noch Beginen erwähnt, heute Beguinenstraße
- Laage

Ackername Beguinenstück
- Bützow

Lullsustern (= Lollardenschwestern) erwähnt

### Vorpommern
In Vorpommern sind bisher in sechs Orten Beginenkonvente bekannt
- Stralsund
  - großer Beginenkonvent beim Dominikanerkloster St. Katharinen, mit etwa 30 Plätzen, 1282 erste Begine erwähnt, 1306 erstmals der Konvent, 1332 Beginenordnung erhalten
  - kleiner Beginenkonvent beim Franziskanerkloster St. Johannis, etwa 12–14 Plätze, um 1350 erstmals erwähnt
  - Konvent in der Mühlenstraße, um 1350, möglicherweise wegen der Pest, nur kurze Zeit erwähnt[23][24]

- Greifswald

ein Großer und ein Kleiner Konvent, jeweils in der Rakower Straße
- Stettin

Beginenhaus auf dem Rosengarten, mindestens bis in das 18. Jahrhundert
- Demmin

Baginen Gilde Hoff, 1532 erwähnt, mit Vorsteher
- Altentreptow

historischer Straßenname bagginen stige (Beginenstiege)
- Damgarten

Beginenberg als erhaltener Flurname

### Hinterpommern
- Kolberg
- Köslin
- Stargard
- Stolp
- Belgard an der Persante
- Greiffenberg[28]
- Rügenwalde

### West- und Ostpreußen
In den wichtigsten west- und ostpreußischen Städten gab es Beginenkonvente
- Danzig, in der Junkergasse (jetzt ul. Pańska), am Dominikanerkloster St. Nicolai; 2022 bei archäologischen Ausgrabungen Grundmauern gefunden[29]

- Elbing[30]
- Thorn, wahrscheinlich am Altmarkt (jetzt Rynek Staromiejskie 17)
- Marienburg
- Graudenz
- Königsberg, Kneiphof[31]

### Baltikum
Im Territorium des Deutschen Ordens im Baltikum sind zwei deutschsprachige Beginenkonvente in den wichtigsten Städten Riga und Reval (Tallinn) bekannt.